# Внешняя политика Кыргызстана
Внешняя политика Кыргызстана — общий курс Кыргызстана в международных делах. Внешняя политика регулирует отношения Кыргызстана с другими государствами. Реализацией этой политики занимается министерство иностранных дел Кыргызской Республики.

## История
После обретения независимости внешняя политика Кыргызстана определялась двумя соображениями: во-первых, что страна слишком мала и слишком бедна, чтобы быть экономически жизнеспособной без значительной иностранной помощи, и во-вторых, что страна находится в нестабильной части планеты и является уязвимой. Эти два соображения существенно повлияли на международную позицию, занятую Кыргызстаном, особенно в отношении развитых стран и своих ближайших соседей.
Президент Кыргызстана Аскар Акаев и министры страны с момента обретения независимости осуществляли множество официальных визитов в другие страны, устанавливая отношения и ища партнёров. В первые четыре года независимости Аскар Акаев посетил Соединённые Штаты Америки, Турцию, Швейцарию, Японию, Сингапур и Израиль. Киргизские чиновники также были в Иране, Ливане и ЮАР, а премьер-министры осуществили поездку по большей части Европы. Одним из последствий этих визитов является то, что Кыргызстан признана 120 странами и имеет дипломатические отношения с 61 из них. Посольство США открылось в Бишкеке в феврале 1992 года, а позднее в том же году в Вашингтоне было открыто посольство Кыргызстана. Страна является членом большинства крупных международных органов, включая ООН, Организацию по безопасности и сотрудничеству в Европе, Всемирный банк, МВФ и ЕБРР. Кыргызстан также присоединился к Азиатскому банку развития, Организации экономического сотрудничества и Исламскому банку.
Аскар Акаев неоднократно подчеркивал, что основной принцип внешней политики страны — это строгий нейтралитет. Кыргызстан — небольшая, относительно бедная, отдалённая страна, более склонная к тому, чтобы обращаться за помощью к мировому сообществу, чем вносить в него свой вклад. Особенно в первые месяцы независимости Аскар Акаев подчеркивал интеллектуальный и политический потенциал Кыргызстана, надеясь привлечь мировое сообщество к участию в развитии страны. Аскар Акаев заявлял о возможности превращения страны в «азиатскую Швейцарию», благодаря международной финансовой помощи и лёгкой промышленности, в основном по производству электроники, которая, как он ожидал, возникнет в результате трансформирования оборонной промышленности советских времен. Во многом благодаря репутации и личности Аскара Акаева Кыргызстана стал крупнейшим получателем иностранной помощи в СНГ на душу населения.
Однако, упадок киргизской экономики и растущее недовольство населения сделали правительство Аскара Акаева менее оптимистичным в отношении международной помощи, на которое оно может рассчитывать. В то же время политические и социальные события в непосредственной близости от страны вынудили руководство страны обращать больше внимания на внешнеполитические проблемы, чем на внутренние.

## Отношения с соседними государствами

### Таджикистан
Дипломатические отношения между установлены 14 января 1993 года.
В марте 1997 года в Душанбе открылось посольство Киргизии; в Бишкеке функционирует посольство Таджикистана.

## Международные организации
Кыргызстан является членом Организации тюркских государств, ОБСЕ, Организации исламского сотрудничества, Всемирной торговой организации, и.т.д.
В 2023 году Кыргызстан осуществляет председательство в Совете глав государств СНГ.